# Sonata per a violí núm. 2 (Beethoven)
Sonata per a violí núm. 2, en la major, és la segona de les tres Sonates per a violí op. 12 de Ludwig van Beethoven. Estudis recents suggereixen que les tres sonates daten de 1797–1798 i es van publicar com un conjunt el 1799 per Artaria & Co. a Viena. Beethoven va dedicar l'obra a Antonio Salieri, des de 1788 mestre de capella a la cort de Viena, amb qui va fer estudis de composició dramàtica i vocal, possiblement cap a finals de 1798.

## Les tresSonates per a violí op. 12
En general, les sonates de Beethoven es diferencien dels models de Haydn i Mozart en l'augment de la importància de la part de violí.
Pel que sembla, les sonates de Op. 12 no van ser inicialment ben rebudes. Contemporanis de Beethoven van criticar les tres peces per les seves modulacions inusuals i un estil d'aprenent, amb res de "natural" present en les obres. El crític de la Allgemeine Musikalische Zeitung va ser especialment cruel, i en una revisió del juny de 1799 va comentar que "cal una tasca diligent i extenuant" per aconseguir entendre "aquestes sonates estranyes", que contenen "el que podríem anomenar perversitats." Per ridícul que aquesta avaluació sembla als actuals oients, és important tenir en compte que hi ha característiques de les sonates que podrien semblar ben estranyes el 1799.

## Anàlisi musical
| Sonata per a violí núm. 2 en la major, 1r mov. |
|                                                |
| Interpretat per Carrie Rehkopf                 |
|                                                |
| Sonata per a violí núm. 2 en la major, 2n mov. |
|                                                |
| Interpretat per C. Rehkopf                     |
|                                                |
| Sonata per a violí núm. 2 en la major, 3r mov. |
|                                                |
| Interpretat per C. Rehkopf                     |
|                                                |

Consta de tres moviments:
1. Allegro vivace
2. Andante, più tosto allegretto
3. Allegro piacevole

Una interpretació habitual de l'obra dura uns 18 minuts.